# Ephippiochthonius serbicus
Espèce
Synonymes
- Chthonius tetrachelatus serbicus Hadži, 1937
- Chthonius serbicus Hadži, 1937

Ephippiochthonius serbicus est une espèce de pseudoscorpions de la famille des Chthoniidae.

## Distribution
Cette espèce se rencontre en Macédoine du Nord et en Bulgarie.

## Étymologie
Son nom d'espèce lui a été donné en référence au lieu de sa découverte, Serbie.

## Publication originale
- Hadži, 1937 : Pseudoskorpioniden aus Südserbien. Glasnik Skopskog Naucnog Drustva, vol. 17, p. 151-187.